# Вілла-дел-Сол (Техас)
Вілла-дел-Сол (англ. Villa del Sol) — переписна місцевість (CDP) в США, в окрузі Камерон штату Техас. Населення — 153 особи (2020).

## Географія
Вілла-дел-Сол розташована за координатами 26°11′31″ пн. ш. 97°34′55″ зх. д. / 26.19194° пн. ш. 97.58194° зх. д. (26.191904, -97.581886).  За даними Бюро перепису населення США в 2010 році переписна місцевість мала площу 0,49 км², з яких 0,49 км² — суходіл та 0,00 км² — водойми.

## Демографія
Згідно з переписом 2010 року, у переписній місцевості мешкало 175 осіб у 42 домогосподарствах у складі 34 родин. Густота населення становила 356 осіб/км².  Було 44 помешкання (89/км²).
Расовий склад населення:
| - 81,7 % — білих - 16,0 % — осіб інших рас |

До двох чи більше рас належало 2,3 %. Частка іспаномовних становила 95,4 % від усіх жителів.
За віковим діапазоном населення розподілялося таким чином: 31,4 % — особи молодші 18 років, 62,3 % — особи у віці 18—64 років, 6,3 % — особи у віці 65 років та старші. Медіана віку мешканця становила 25,4 року. На 100 осіб жіночої статі у переписній місцевості припадало 92,3 чоловіків;  на 100 жінок у віці від 18 років та старших — 87,5 чоловіків також старших 18 років.
Цивільне працевлаштоване населення становило 46 осіб. Основні галузі зайнятості: транспорт — 50,0 %, освіта, охорона здоров'я та соціальна допомога — 32,6 %, роздрібна торгівля — 17,4 %.